# Belgisch-Nederlandse grensbesprekingen
Dit is een overzicht van de Belgisch-Nederlandse grensbetrekkingen en onderhandelingssituatie sinds 1830.

## 1830 - 1839
Nadat de Nederlandse troepen Brussel ontruimden in september 1830, verklaarde de voorlopige Belgische regering de onafhankelijkheid op 4 oktober 1830. Zij bepaalden België toen aan de hand van de in handen van de "opstandelingen" gevallen gebieden, met name de gehele Zuidelijke Nederlanden met Luxemburg en de gedeelten van Limburg die niet aan de Republiek der Zeven Verenigde Nederlanden hadden behoord.
De conferentie van de vijf Europese mogendheden (Verenigd Koninkrijk, Frankrijk, Oostenrijk, Pruisen en Rusland) kwam een eerste keer samen op 4 november 1830 om de scheiding te regelen.
In november 1833 werd deze conferentie verdaagd om in maart 1838 weer bijeen te komen. Het scheidingsverdrag werd uiteindelijk op 19 april 1839 ondertekend door België en Nederland. De vijf andere mogendheden garandeerden de neutraliteit van België.

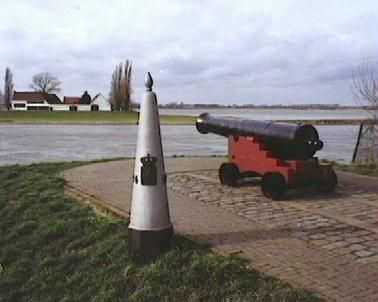
Grenspaal 124 tussen de gemeenten Maasgouw (NL) en Kinrooi (B) bij Stevensweert, gezien vanaf de Nederlandse kant.

In de tussenperiode van de Conferentie van Londen (november 1830 - november 1833) vonden enkele belangrijke ontwikkelingen plaats:
- De Europese mogendheden erkenden in december 1830 de onafhankelijkheid van België.
- Willem I der Nederlanden stemde in met een administratieve scheiding tussen Noord en Zuid.
- In juni 1831 werd Leopold van Saksen-Coburg-Saalfeld en Gotha gekozen als Koning.
- Een eerste voorstel werd door koning Willem I afgewezen omdat het voor Nederland te ongunstig was. Men vermoedt dat door de goede band die koning Leopold I met zowel Engeland, Frankrijk als Pruisen had, het verdrag gunstiger voor de Belgen werd.
- In augustus 1831 vond de Tiendaagse veldtocht plaats, waarbij de Nederlandse troepen een nederlaag toebrachten aan de Belgische strijdkrachten.
- Op 14 oktober 1831 was een eerste kleine uitspraak (de 24 artikelen). Deze viel gunstig uit voor Nederland, maar Willem I bleef tegen omdat hij nog steeds aanspraak wilde maken op geheel België. België schikte zich naar het verlies, waarbij het delen van Limburg en Luxemburg verloor. Het bleef echter protesteren tegen de hoge prijs van de Scheldetol.
- De citadel van Antwerpen, die in Nederlandse handen was gebleven, werd in december 1832 veroverd door Franse troepen.
- De voorlopige conventie maakte in mei 1833 een einde aan de vijandelijkheden en gaf België het recht op vrije scheepvaart op de Schelde.

Uiteindelijk werd alles in 1838 volledig erkend toen koning Willem I zijn verzet tegen de 24 artikelen opgaf onder druk van de toenemende oppositie in eigen land. België opperde wel nog bezwaren tegen het grote territoriaal verlies, maar op het Verdrag van Londen (1839) werd anders besloten. Er werd wel gekeken voor een lagere Scheldetol.

## 1839 - 1886
België en Nederland knoopten onmiddellijk na de ratificatie van het verdrag van 1839 diplomatieke banden aan. Anton Reinhard Falck werd de eerste gezant in Brussel om vooral bilaterale kwesties op te lossen.
De diplomatieke betrekkingen verbeterden soms als er een gemeenschappelijk doel was. Dit was onder andere het geval in 1848, toen België zijn zuidergrens verdedigde om Franse annexatie tegen te gaan.
Er was hierover regelmatig overleg in de jaren 1851 en 1852 om ook samen weerstand te bieden. Door de Luxemburgse kwestie werd er spoed gestoken in de scheepvaartrechtperikelen om deze vertroebeling in de verstandhouding weg te werken.
De diplomatieke samenwerking liep zelden voorspoedig.
- Het exportverdrag van 1846 werd pas in 1863 vernieuwd, nadat in 1851 en 1858 onderhandelingen waren afgesprongen.
- In 1863 kocht België de Scheldetol af voor een toelating om Maaswater af te tappen bij Maastricht.
- Nederland damde het Sloe af onder verzet van vooral Antwerpen.
- Het voorstel van België voor een gemeenschappelijke tolunie in 1869 werd afgehouden.
- Het voorstel om een gemeenschappelijke handels- en defensiepolitiek te voeren in 1878 werd ook niet meegenomen door Nederland.

Het protectionisme dat opkwam maakte een einde aan de Belgische initiatieven. Nederlanders en Belgen (ook de Vlamingen) vervreemdden hierdoor meer en meer. De onderlinge handel daalde onder het niveau van dat met andere landen. Culturele beïnvloeding werd gering.

## 1886 - 1914
Onder de bedreiging van het Duitse Keizerrijk werd rond 1885 het idee opnieuw geopperd om de Maaslinie te verstevigen door Luxemburg en Nederlands Limburg te annexeren. In 1887 werd door Nederland een gemeenschappelijke verdediging tegen een Duitse aanval afgekeurd omdat het vreesde om zo zeker in een oorlog te verzeilen. Een Nederlands voorstel om een entente tegen Engeland te richten werd dan weer door Leopold II in 1904 afgeketst. Onder invloed van een campagne door de journalist Eugène Baie werd een Belgisch-Nederlandse commissie opgericht om een militair verbond en een tolunie tot stand te brengen. De commissie, die drie keer samenkwam tussen 1907 en 1910, leidde tot geen enkel resultaat.
Daarna verkoelden de betrekkingen door een overcompensatie van België op de vraag van Nederland voor een kanaal in Belgisch Limburg. Daarnaast werd ook Antwerpen een grotere haven dan Rotterdam, wat ook niet bevorderlijk was.

## 1914 - 1920
Gedurende de oorlog werd enkel België door Duitsland bezet, en  kon Nederland neutraal blijven. Hierdoor werd op de grens De Draad gezet om ongewenste overlopers te voorkomen. Deze volgde niet geheel de grens.
De Belgische regering, die naar Le Havre uitweek, vroeg herziening van de verdragen van 1839 aan de geallieerde en de geassocieerde mogendheden. Nederland verklaarde zich bereid tot overleg zolang het geen territoriaal verlies zou ondervinden.
In juni 1919 begon een commissie, maar die stopte de werkzaamheden in maart 1920 om de volgende redenen;
- Enkel Frankrijk steunde de territoriale eisen van België.
- De bevolking van de betrokken gebieden wilde onder Nederland blijven.
- Nederland wilde zijn neutraliteit behouden, terwijl België hiervan af stapte.
- In ruil voor verbeterde Limburgse waterwegen wilde Nederland onderhandelen over de uitbreiding van het beheer van de Westerschelde.
- De Belgische eis voor de soevereiniteit van de Wielingen werd door Nederland afgewezen.

België was teleurgesteld in de bondgenoten door de geringe medewerking en sloot een geheim militair akkoord met Frankrijk.

## 1920 - 1940
Nadat België de eisen over de Wielingen en Nederlands Limburg liet vallen werden de onderhandelingen in 1924 hervat. Reeds op 3 april 1925 werd een nieuw verdrag ondertekend waarmee de verdragen van 1839 werden opgeheven. In dit akkoord kunnen beide landen op de soevereiniteit van de Wielingen aanspraak maken, werd een gemeenschappelijk beheer van de Westerschelde voorgesteld en zouden een kanaal Antwerpen-Moerdijk en een kanaal Antwerpen-Ruhrort worden aangelegd.
In België werd het verdrag met grote meerderheid goedgekeurd. In Nederland werd het slechts met een kleine meerderheid door de Tweede Kamer aanvaard en in maart 1927 door de Eerste Kamer afgekeurd met 33 tegen 17 stemmen. De verwerping van het kanaal Antwerpen - Moerdijk verslechterde de relatie. Dit was een extra belasting naast de groot-Nederlandse gedachte. Door een sterke oppositie in Nederland werden de onderhandelingen tussen 1929 en 1932 onder leiding van de Antwerpse burgemeester Frans Van Cauwelaert steeds ondermijnd.
Tijdens de crisis verbeterde de relatie geleidelijk en werden kwesties zoals aftapping van Maaswater, het Albertkanaal en het Julianakanaal geregeld. In april 1939 werd een akkoord gesloten over de premies over de Rijnvaart en de concurrentie tussen de havens. België besloot ook de neutraliteit te handhaven na de Duitse bezetting van het Rijnland. Hierdoor verbrak het zijn verdrag met Frankrijk, maar dit opende de weg voor een beter overleg met Nederland.

## 1940 - 1995
Toen de Tweede Wereldoorlog uitbrak weken beide regeringen uit naar Londen en sloten ze samen met de Luxemburgse regering een douane-akkoord: het begin van de Benelux. Deze Benelux-unie begon volledig in 1960 maar verloor al snel aan belang bij de ontwikkeling van de Europese Gemeenschap.
De bilaterale en multilaterale contacten en akkoorden stapelen zich op, onder andere binnen de Noord-Atlantische Verdragsorganisatie (NAVO), de Europese Gemeenschap voor Kolen en Staal (EGKS), de Europese Economische Gemeenschap (EEG en de Europese Gemeenschap (EG).
Door de federalisering van België werd het onderhandelen met Nederland door verschillende overheden gedaan, zoals de gemeenschappelijke Nederlandse Taalunie met de Vlaamse regering.
Alleen de 30 enclaves van Baarle-Hertog en Baarle-Nassau waren al sinds de 13de eeuw een probleem en dit zou gedurende de gehele besprekingen zo blijven. Pas in 1995 werden de enclavegrenzen dan ook vastgelegd als landsgrenzen.

## 2011 - 2024
Sinds 1843 volgde de grens het diepste punt van de Maas. Om de verbinding tussen het Julianakanaal en het Albertkanaal te verbeteren werd in 1961 besloten de Maas recht te trekken. Dit gebeurde middels baggerwerkzaamheden die tot 1980 duurden. Hierdoor kwamen stukjes Belgisch grondgebied in Nederland te liggen en waren deze vanuit België enkel per boot te bereiken. Dit zorgde voor overlast. In 2011 werden onderhandelingen begonnen om het midden van de verlegde Maas de grens te maken. Op 23 juni 2016 werd hierover een akkoord bereikt, waarbij de schiereilandjes Presqu’île de L’llal en Presqu’île d’Eijsden (samen 16,37 hectare) naar Nederland zouden gaan en Presqu’île Petit-Gravier (3,09 hectare) naar België. De Natura 2000 status in de Grensmaas blijft bij de ruil gehandhaafd. Op 28 november 2016 tekenden beide ministers van Buitenlandse Zaken het grensverdrag hiertoe. De beide parlementen bekrachtigden dit verdrag, waarna de correctie per 1 januari 2018 gestalte kreeg. Op 22 oktober 2024 verkocht de gemeente Weert een stuk weiland van ongeveer 1 hectare in natuurgebied Stramprooierbroek, dat als exclave in Vlaanderen lag, aan België.